# Чрикишвили, Автандил
Автандил Чрикишвили (груз. ავთანდილ ჭრიკიშვილი, р.18 марта 1991) — грузинский дзюдоист, чемпион мира, Европы и Европейских игр. В 2014 году Министерство спорта и молодёжи Грузии назвало его «лучшим грузинским спортсменом 2014 года».

## Биография
Родился в 1991 году в деревне Норио (современный Гардабанский муниципалитет края Квемо-Картли). 
В 2011 году завоевал бронзовую медаль чемпионата Европы в составе команды. 
В 2012 году вновь завоевал командную медаль чемпионата Европы, а на Олимпийских играх в Лондоне занял 9-е место. 
В 2013 году завоевал золотые медали чемпионата Европы в личном и командном первенствах, а на чемпионате мира завоевал золотую медаль в командном первенстве и серебряную — в личном. 
В 2014 году на чемпионате Европы завоевал золотые медали и в личном, и в командном первенствах, а на чемпионате мира завоевал золотую медаль в личном первенстве и бронзовую — в командном. 
В 2015 году стал чемпионом Европейских игр.
В 2016 году на чемпионате Европы в Казани завоевал серебряную медаль в личном первенстве и стал чемпионом в составе команды Грузии.
На летних Олимпийских игр 2016 года в Рио-де-Жанейро занял 5-е место.